# Аустерлиц, Фридрих
Фридрих Аустерлиц (нем. Friedrich Austerlitz; 25 апреля 1862, Гохлебен, Богемия (ныне с. Либень Высока района Мельник Среднечешского края Чешской Республики) — 5 июля 1931, Вена) — австрийский политический и общественный деятель, публицист, журналист, редактор.

## Биография
По происхождению еврей. В 1898 году принял христианство.
Один из лидеров австрийской социал-демократической партии, друг и соратник В. Адлера, главный редактор центрального органа партии «Рабочей Газеты» (Arbeiter Zeitung), член парламента — депутат от г. Вены (избирался в 1919, 1923, 1927 и 1930 годах). Принадлежал к крайнему правому крылу партии.
Во время Первой мировой войны — сторонник социал-шовинизма.
Последовательно боролся за всеобщее избирательное право и свободу прессы. Поддерживал выступления трудящихся во всех сферах политической, экономической и культурной жизни. Будучи сторонником австромарксизма, возглавлял борьбу за права рабочих. В 1919—1931 — член Национального совета, нижней палаты парламента Австрии — Федерального собрания.
Ф. Аустерлиц один из главных создателей современного закона о печати Австрии.

## Избранные публикации
- Austerlitz spricht (1931)
- Preßrecht und Preßfreiheit (1902)